# フォルモザ
フォルモザ(Formosa)はブラジルのゴイアス州に位置する市である。人口は12万3684人（2020年）、総面積は5,806km2。滝や自然美が有名である。畜産と穀物生産が盛んであり、同州において最も成長の著しい市の一つである。

## 歴史
- 1910年 カトリック系サンジョゼ学校の開校。

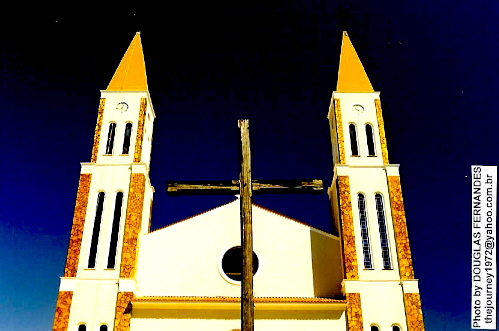
フォルモザ教会

- 1913年 天候観測基地の設立。

## 観光

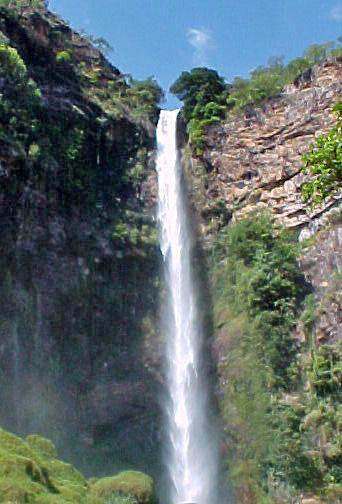
イチキラの滝

- イチキラの滝
- フォルモザ教会